# NGC 337A
NGC 337A في الفهرس العام الجديد، هي مجرة، تقع في كوكبة قيطس. اكتشفت بواسطة ويليام هيرشل.

## روابط خارجية
- NGC 337A على موقع ويكي سكاي: DSS2, SDSS, GALEX, IRAS, Hydrogen α, X-Ray, Astrophoto, Sky Map, Articles and images